# Chery V5
La Chery V5, también conocida como Destiny es una furgoneta mediana de 5 puertas y 7 asientos fabricada por la compañía china Chery. Motor gasolinero de 2.0 litros bencinero/naftero con doble eje de levas en culata que eroga 138 hp y un torque de 182 nm a 4300 rpm, acoplado a una transmisión manual de 5 velocidades. Equipa de serie frenos de disco en las 4 ruedas con ABSdoble airbag, aire acondicionado, equipo de sonido CD y apertura remota de puertas, llantas de aleación de 16 pulgadas, entre otros.